# Zhejiang Far East
Le Zhejiang Far East est un club féminin chinois de basket-ball  évoluant dans la province du Zhejiang et participant au Championnat de Chine de basket-ball féminin.